# Alborosie
Alberto D'Ascola, känd under sitt artistnamn Alborosie, född 4 juli 1977 i Marsala, är en italiensk-jamaicansk reggaeartist som är bosatt i Kingston, Jamaica.
Hans musikaliska karriär inleddes i reggaegruppen Reggae National Tickets men 2001 beslutade Alborosie sig för att göra solokarriär. Han flyttade till Jamaica för att komma nära reggaemusikens rötter och rastafarikulturen, till viken han har konverterat. Hans största hittar är "Kingston Town" och "Herbalist". Han har även samarbetat med artister som  Gentleman, Ky-Mani Marley och Protoje. Hans första soloalbum heter Soul Pirate.

## Diskografi

### Studioalbum
- 2008 - Soul Pirate
- 2009 - Escape From Babylon
- 2010 - Escape from Babylon To The Kingdom Of Zion
- 2011 - 2 Times Revolution
- 2012 - Europe Tour
- 2013 - Sound The System

### Samarbeten
- 2004 - Ky-Mani Marley  – Burnin' & Lootin', Zion Train, Natural Mystic,
- 2006 - Zoe - Is Dis Love
- 2007 - Fabri Fibra – "Un'Altra Chance"
- 2007 - Michael Rose - Waan the herb, Callin
- 2007 - Gentleman - Celebration
- 2007 - Sizzla - Meditation / Nuh Betta Than M
- 2007 - Jaka - In A The Ghetto / Padri di Famigghia
- 2008 - Etana - Blessing, You Make Me Feel Good

### Singlar
- 2006 - "Herbalist"
- 2006 - "Call Up Jah"
- 2006 - "Gal Dem"
- 2006 - "Ghetto"
- 2007 - "Wright Or Wrong"
- 2007 - "Talk To Dem"
- 2007 - "Guess Who's Coming"
- 2007 - "Sound Killa / Version"
- 2007 - "Rastafari Anthem"
- 2007 - "One Day"
- 2007 - "Police"
- 2007 - "Slam Bam"
- 2007 - "Kingston Town"
- 2007 - "Real story"
- 2007 - "Waan The Ting"
- 2008 - "Informer"
- 2008 - "Ordinary People" / "Don't Lie"
- 2009 - "I Am"
- 2009 - "Mama She Don't Like You"

## Uppträdanden i Sverige
- I augusti 2008 spelade han på Uppsala Reggae Festival.
- I juni 2009 spelade han på Tyrol, Gröna Lund.
- I augusti 2010 spelade han på Uppsala Reggae Festival.
- I augusti 2012 spelade han på reggaefestivalen i Furuvik.